# میچ گیلورد

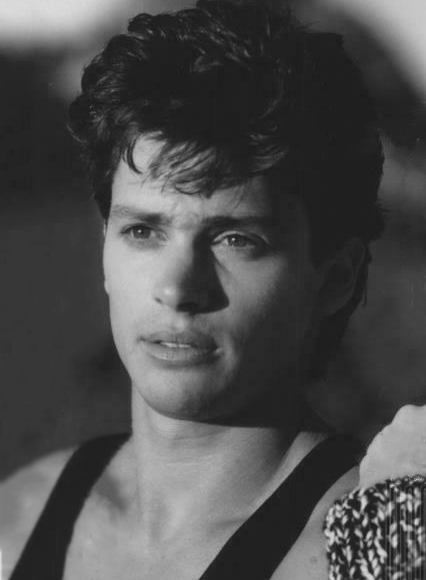
میچ گِیلورد در سال ۱۹۸۵

میچ گِیلورد (به انگلیسی: Mitch Gaylord) ژیمناست زادهٔ ۱۰ مارس ۱۹۶۱ میلادی اهل کشور ایالات متحده آمریکا است.